# Neoheronallenia
Neoheronallenia es un género de foraminífero bentónico considerado un sinónimo posterior de Heronallenia de la familia Heronalleniidae, de la superfamilia Glabratelloidea, del suborden Rotaliina y del orden Rotaliida. Su especie tipo era Neoheronallenia craigi. Su rango cronoestratigráfico abarcaba el Holoceno.

## Clasificación
Neoheronallenia incluía a las siguientes especies:
- Neoheronallenia asymmetrica
- Neoheronallenia carlae
- Neoheronallenia craigi

Otras especies consideradas en Neoheronallenia son:
- Neoheronallenia discors, de posición genérica incierta
- Neoheronallenia guadalupensis, de posición genérica incierta
- Neoheronallenia irregularis, de posición genérica incierta
- Neoheronallenia milesi, de posición genérica incierta
- Neoheronallenia panayensis, de posición genérica incierta
- Neoheronallenia peruviana, de posición genérica incierta
- Neoheronallenia raziana, de posición genérica incierta